# Юло Соостер
Юло Соостер (повне ім'я Юло Ільмар Соостер, Ülo Ilmar Sooster, 17 жовтня 1924 — 25 жовтня 1970) — художник 20 століття, естонець за походженням.

## Життєпис
- 1924 р. Народився у Естонії, хутір Пенді, село Юхтрі, волость Кейна (нині Естонія, волость Кяйна).
- 1943 — став студентом Вищої художньої школи «Паллас» у університетському місті Тарту.
- 1944 — силоміць мобілізований у німецько-фашистську армію санітаром, звідки втік і потайки повернувся на хутір.
- 1945—1949 — в повоєнні роки завершив навчання в Тартуському державному художньому інституті (в колишній Вищої школі «Паллас»).
- 1949 — арештований у місті Таллінн за сфабрикованим штучним звинуваченням щодо приналежності до антирадянського угруповання. Покарання відбував у Казахстані біля міста Караганда (виправний концтабір «Долинка»).

Не покидав малювати навіть в нелюдських умовах табору і заслання. Частку малюнків відібрав міліціянт і кинув у полум'я. Художник вихопив частку творів з вогню, за що був битий і втратив зуби. Дивним чином обгорілі малюнки збережені. По смерті художника обгорілі твори показані на виставці « Творчість у таборах та засланнях ГУЛАГу».
- 1956 — реабілітований у червні. Перебрався до столиці СРСР — Москви.
- 1957 — початок праці в різних радянських виданнях як художник-ілюстратор.
- 1959 — почав давати власні твори на різні виставки.
- 1962 — взяв участь у ювілейній виставці МОСХа в виставковому залі московського Манежу. Після погрому виставки тодішнім партійним керівником СРСР М. С. Хрущовим втратив роботу. Був примушений сховатися за російським псевдонімом Смородин.
- 1965 — перша спільна виставка за кордонами СРСР (у Польщі в місті Варшава). В Москві працював на кіностудії «Центрнаукфільм».
- 1970 — помер у Москві. Похований в Естонії.

## Родина
Був одружений. Дружину зустрів під час заслання у Казахстані. В родині було двоє дітей — дочка і син (Тенно Соостер).

## Виставки, перелік
Художник Юло Соостер не мав персональних виставок за життя, бо не був визнаний офіційно партійним керівництвом СРСР..
- 1970 Музей образотворчого мистецтва, Тарту, Естонія
- 1970 Виставковий зал Союза художників, Таллінн, Естонія
- 1979 Виставковий зал МОКХГа, Москва
- 1981 Виставковий зал МОКХГа, Москва
- 1985 Державний художній музей, Таллінн, Естонія
- 1987 Виставковий зал Аматорського об'єднання «Ермітаж», Москва
- 1988 Виставковий зал Тимирязевського району міста Москва
- 1989 Центральний Будинок Художника, Москва
- 1990 Державний історичний музей, Таллінн, Естонія
- 1990 виставка « Творчість у таборах та засланнях ГУЛАГу»
- 2001 Державний художній музей, Таллінн, Естонія
- 2006 Галерея «Романовъ», Москва
- 2010 Державний літературний музей, Москва

## Увічнення пам'яті
Трагічній долі художника та його творчості присвячено декілька статей, видань та документальних кінострічок, серед останніх:
- «Скляна гармоніка», 1968, (А. Хржановський)
- «Пейзаж з ялівцем» (А. Хржановський, В. Угаров)